# Vernachting
Vernachting (Latijn: pernoctatio), ook wel uitwinning, is een term uit het feodale leenrecht, die de te volgen procedure beschrijft wanneer een pachter niet aan zijn verplichtingen kon of wilde voldoen.
Bij het niet betalen van de cijns of pacht werd de schuldenaar in een rechtszitting driemaal tot betalen gemaand ("genacht"). Bij in gebreke blijven werd het goed voor de periode van één jaar en één dag eigendom van de schuldeiser. Daarna nam de rechtbank, meestal de voltallige schepenbank, opnieuw een beslissing. De schuldenaar of zijn erfgenamen kregen opnieuw – nu voor het laatst – veertig dagen (soms twee maanden) de tijd om de schuld te voldoen. Daarna ging het goed definitief over in handen van de schuldeiser.